# Adelhar z Korbei
Adelhard z Korbei, fr. Adalard de Corbie (ur. ok. 751, zm. 2 stycznia 827 w Corbie) – syn Bernarda, wnuk Karola Młota, benedyktyński opat, święty Kościoła katolickiego.
Odebrał wszechstronne wykształcenie w szkole pałacowej na dworze swego kuzyna, Karola Wielkiego. W wieku dwunastu lat wstąpił do benedyktyńskiego klasztoru w Corbie (pol. Korbea) w Pikardii. Celem pogłębienia wiedzy udał się do klasztoru Monte Cassino, ale na wezwanie Karola Wielkiego powrócił do Corbie, gdzie został opatem. Zaraz po tym Karol Wielki uczynił go kanclerzem na dworze jego syna, Pepina, króla Italii. W 814 roku, po śmierci Karola Wielkiego, gdy syn Pepina, Bernard, zgłosił swe roszczenia do tronu cesarskiego Ludwik Pobożny zesłał Adalarda do Hermoutier. W 821 roku przywrócony do łask został bliskim doradcą Ludwika. W 822 roku, razem ze swym bratem Walą, zostali fundatorami klasztoru w Corvey (w Nowym Corbie) w Westfalii.
Zmarł 2 stycznia 827 roku, po śmierci uznany świętym. 
Jest patronem licznych kościołów we Francji i dolinie Renu.
Jego wspomnienie liturgiczne obchodzone jest w dzienną pamiątkę śmierci.
W ikonografii przedstawiany jest stroju benedyktyńskim, niekiedy jako ogrodnik z koszem. Jego atrybuty to kosz, krzyż, hierogram IHS, smok i ubodzy.